# Ліга націй УЄФА 2018—2019
Ліга націй УЄФА 2018–2019 (англ. 2018–19 UEFA Nations League) — перший турнір Ліги націй УЄФА, що пройшов у 2018–2019 роках за участю чоловічих збірних команд 55 членів асоціацій УЄФА. Груповий етап проходив з вересня по листопад 2018 року, а в червні 2019 року пройшов фінал чотирьох, в якому визначився переможець турніру. Відповідно до загального рейтингу, який було складено за підсумками Ліги націй, сформувались кошики для жеребкування основної кваліфікації Євро-2020. Також турнір  слугував частиною кваліфікації до Євро-2020, за результатами якої на турнір потраплять чотири з двадцяти чотирьох учасників.

## Формат
Навесні 2014 року УЄФА опублікував попередній формат майбутнього турніру, який почнеться у вересні 2018 року. Згідно з ним, 54 європейські команди розбиваються на дивізіони від A до D. До дивізіону A потрапляють 12 найкращих команд рейтингу збірних УЄФА станом на 15 листопада 2017 року, наступні 12 команд утворюють дивізіон B, наступні 15 — C і 16 аутсайдерів — дивізіон D. Кожний дивізіон розбивається на 4 групи: в двох найсильніших лігах групи будуть складатися з 3 команд, у дивізіоні C — з 3 і 4 команд, у D — з 4 команд. У вересні, жовтні та листопаді 2018 року в групах пройдуть двоколові турніри. Переможці груп дивізіону A в червні 2019 року в матчах між собою визначать переможця Ліги націй. Переможці груп решти дивізіонів отримають місця в дивізіонах рангом вище у наступному розіграші Ліги націй. Збірні, що зайняли останні місця в групах впадуть рангом нижче (крім дивізіону D).
У березні 2019 почнеться кваліфікація до Євро-2020. 54 збірні будуть розбиті на 10 груп по 5 або 6 команд, кваліфікація пройде за звичною схемою протягом 2019 року. По 2 найкращі збірні кожної групи отримають путівки на Євро. Решта 4 команди з 24 будуть визначені в березні 2020 року в рамках Ліги націй. 4 найкращих команди кожного дивізіону з числа тих збірних, що не змогли пройти основну кваліфікацію Євро, розіграють путівки, що залишилися, між собою за олімпійською системою. Таким чином, на кожний дивізіон Ліги націй дається по одному додатковому місцю на Євро. У деяких дивізіонах може не залишитися 4 команди для плей-оф (найімовірніше в дивізіоні A), тоді на вакантну позицію додаткової кваліфікації запрошується найкраща команда дивізіону рангом нижче і так далі.

### Визначення місць команд у турнірній таблиці
Якщо дві або більше команди в одній групі рівні за очками після завершення етапу ліги, застосовуються наступні критерії:
1. Більша кількість очок, що були здобуті в матчах лише між цими командами;
2. Краща різниця забитих м'ячів в матчах лише між цими командами;
3. Більша кількість голів, забитих в матчах лише між цими командами;
4. Більша кількість голів, забитих на виїзді лише між цими командами;
5. Якщо критерії 1-4 застосовані та команди досі рівні за показниками, критерії 1-4 перезастосовуються тільки для матчів між двома командами у випадку, якщо за попередніми критеріями 1-4 можна відсіяти всі інші команди (третю або третю та четверту).[note 1] Якщо ця процедура не призводить до прийняття рішення, застосовуються критерії від 6 до 10;
6. Краща різниця забитих м'ячів в усіх матчах групи;
7. Більша кількість голів, забитих в усіх матчах групи;
8. Більша кількість голів, забитих на виїзді в усіх матчах групи;
9. Більша кількість перемог в усіх матчах групи;
10. Більша кількість перемог на виїзді в усіх матчах групи;
11. Показник фейр-плей в усіх матчах групи (1 бал за жовту картку, 3 бали за червону картку як наслідок двох жовтих, 3 бали за пряму червону картку, 4 бали за жовту картку, за якою послідувала пряма червона картка);
12. Місце в таблиці коефіцієнтів національних збірних УЄФА.[note 2]

### Визначення місць команд у рейтингу ліги
Рейтинг окремої ліги визначається відповідно до наступних критеріїв:
1. Місце в групі;
2. Більша кількість очок;
3. Краща різниця забитих м'ячів;
4. Більша кількість забитих голів;
5. Більша кількість голів, забитих на виїзді;
6. Більша кількість перемог;
7. Більша кількість перемог на виїзді;
8. Показник фейр-плей в усіх матчах групи (1 бал за жовту картку, 3 бали за червону картку як наслідок двох жовтих, 3 бали за пряму червону картку, 4 бали за жовту картку, за якою послідувала пряма червона картка);
9. Місце в таблиці коефіцієнтів національних збірних УЄФА.[note 2]

Для того, щоб розмістити команди в рейтингу ліги, що складається з груп з різної кількістю команд, застосовуються наступні критерії:
1. Результати матчів проти команд, що посіли 4-е місце, не враховуються при порівнянні команд, що фінішували першими, другими чи третіми в своїх групах.
2. Всі результати матчів враховуються при порівнянні команд, що фінішували четвертими в своїх групах.

Рейтинг топ-4 команд Ліги А визначається за їх результатами в фіналі чотирьох Ліги націй:
1. Переможець в рейтингу буде першим;
2. Фіналіст в рейтингу буде другим;
3. Переможець матчу за 3-є місце в рейтингу буде третім;
4. Невдаха матчу за 3-є місце в рейтингу буде четвертим.

### Визначення місць команд у загальному рейтингу
Загальний рейтинг Ліги націй УЄФА визначається відповідно до наступних критеріїв:
1. 12 команд Ліги A посідають 1-12 місця відповідно до рейтингу своєї ліги.
2. 12 команд Ліги B посідають 13-24 місця відповідно до рейтингу своєї ліги.
3. 15 команд Ліги C посідають 25-39 місця відповідно до рейтингу своєї ліги.
4. 16 команд Ліги D посідають 40-55 місця відповідно до рейтингу своєї ліги.

## Календар
| Етап             | Раунд               | Дата                 |
| ---------------- | ------------------- | -------------------- |
| Груповий етап    | 1 тур               | 6–8 вересня 2018     |
| Груповий етап    | 2 тур               | 9–11 вересня 2018    |
| Груповий етап    | 3 тур               | 11–13 жовтня 2018    |
| Груповий етап    | 4 тур               | 14–16 жовтня 2018    |
| Груповий етап    | 5 тур               | 15–17 листопада 2018 |
| Груповий етап    | 6 тур               | 18–20 листопада 2018 |
| Фінальна частина | Півфінали           | 5–6 червня 2019      |
| Фінальна частина | Матч за третє місце | 9 червня 2019        |
| Фінальна частина | Фінал               | 9 червня 2019        |

## Учасники

Карта ліг, в яких бере участь кожна національна команда.
Ліга A
Ліга B
Ліга C
Ліга D

Усі 55 національних збірних УЄФА беруть участь у Лізі Націй і були розділені на чотири «Ліги» (12 команд у Лізі А, 12 команд у Лізі B, 15 команд у Лізі C та 16 команд в Лізі D) відповідно до коефіцієнтів національних збірних УЄФА після закінчення європейської кваліфікації Чемпіонату світу 2018 року (не включаючи плей-оф). Кошики для жеребкування оголошено 7 грудня 2017 року.
| Кошик | Збірна     | Коеф   | Місце |
| ----- | ---------- | ------ | ----- |
| 1     | Німеччина  | 40,747 | 1     |
| 1     | Португалія | 38,655 | 2     |
| 1     | Бельгія    | 38,123 | 3     |
| 1     | Іспанія    | 37,311 | 4     |
| 2     | Франція    | 36,617 | 5     |
| 2     | Англія     | 36,231 | 6     |
| 2     | Швейцарія  | 34,986 | 7     |
| 2     | Італія     | 34,426 | 8     |
| 3     | Польща     | 32,982 | 9     |
| 3     | Ісландія   | 31,155 | 10    |
| 3     | Хорватія   | 31,139 | 11    |
| 3     | Нідерланди | 29,866 | 12    |

| Кошик | Збірна               | Коеф   | Місце |
| ----- | -------------------- | ------ | ----- |
| 1     | Австрія              | 29,418 | 13    |
| 1     | Уельс                | 29,269 | 14    |
| 1     | Росія                | 29,258 | 15    |
| 1     | Словаччина           | 28,555 | 16    |
| 2     | Швеція               | 28,487 | 17    |
| 2     | Україна              | 28,286 | 18    |
| 2     | Ірландія             | 28,249 | 19    |
| 2     | Боснія і Герцеговина | 28,200 | 20    |
| 3     | Північна Ірландія    | 27,127 | 21    |
| 3     | Данія                | 27,052 | 22    |
| 3     | Чехія                | 27,028 | 23    |
| 3     | Туреччина            | 26,538 | 24    |

| Кошик | Збірна     | Коеф   | Місце |
| ----- | ---------- | ------ | ----- |
| 1     | Угорщина   | 26,486 | 25    |
| 1     | Румунія    | 26,057 | 26    |
| 1     | Шотландія  | 25,662 | 27    |
| 1     | Словенія   | 25,148 | 28    |
| 2     | Греція     | 24,931 | 29    |
| 2     | Сербія     | 24,847 | 30    |
| 2     | Албанія    | 24,430 | 31    |
| 2     | Норвегія   | 24,208 | 32    |
| 3     | Чорногорія | 23,912 | 33    |
| 3     | Ізраїль    | 22,792 | 34    |
| 3     | Болгарія   | 22,091 | 35    |
| 3     | Фінляндія  | 20,501 | 36    |
| 4     | Кіпр       | 19,491 | 37    |
| 4     | Естонія    | 19,441 | 38    |
| 4     | Литва      | 18,101 | 39    |

| Кошик | Збірна             | Коеф   | Місце |
| ----- | ------------------ | ------ | ----- |
| 1     | Азербайджан        | 17,761 | 40    |
| 1     | Північна Македонія | 17,071 | 41    |
| 1     | Білорусь           | 16,868 | 42    |
| 1     | Грузія             | 16,523 | 43    |
| 2     | Вірменія           | 15,846 | 44    |
| 2     | Латвія             | 15,821 | 45    |
| 2     | Фарерські острови  | 15,490 | 46    |
| 2     | Люксембург         | 14,231 | 47    |
| 3     | Казахстан          | 13,431 | 48    |
| 3     | Молдова            | 13,130 | 49    |
| 3     | Ліхтенштейн        | 10,950 | 50    |
| 3     | Мальта             | 10,870 | 51    |
| 4     | Андорра            | 10,240 | 52    |
| 4     | Косово             | 9,950  | 53    |
| 4     | Сан-Марино         | 8,190  | 54    |
| 4     | Гібралтар          | 7,550  | 55    |

Жеребкування групового етапу відбулося 24 січня 2018 року в 12:00 CET у SwissTech Convention Center у Лозанні, Швейцарія.
З політичних міркувань, Вірменія та Азербайджан (через Карабаський конфлікт), а також Росія та Україна (через військову інтервенцію в Україні) не могли бути включені до однієї групи. Через обмеження кількості матчів у холодну погоду група може містити максимум дві команди із списку: Норвегія, Фінляндія, Естонія та Литва. У зв'язку з надмірними витратами на пересування будь-яка група може містити максимум одну з таких пар: Андорра та Казахстан, Фарерські острови та Казахстан, Гібралтар та Казахстан, Гібралтар та Азербайджан.

## Ліга A

### Група 1
| Поз | Команда    | І | В | Н | П | ГЗ | ГП | РГ | О | Кваліфікація             |     | Нідерланди | Франція | Німеччина |
| --- | ---------- | - | - | - | - | -- | -- | -- | - | ------------------------ | --- | ---------- | ------- | --------- |
| 1   | Нідерланди | 4 | 2 | 1 | 1 | 8  | 4  | +4 | 7 | Вихід у фінал Ліги націй |     | —          | 2–0     | 3–0       |
| 2   | Франція    | 4 | 2 | 1 | 1 | 4  | 4  | 0  | 7 |                          |     | 2–1        | —       | 2–1       |
| 3   | Німеччина  | 4 | 0 | 2 | 2 | 3  | 7  | −4 | 2 |                          | 2–2 | 0–0        | —       |           |

1. 1 2  Різниця забитих м'ячів в матчах між собою: Нідерланди +1, Франція −1.

### Група 2
| Поз | Команда   | І | В | Н | П | ГЗ | ГП | РГ  | О | Кваліфікація             |     | Швейцарія | Бельгія | Ісландія |
| --- | --------- | - | - | - | - | -- | -- | --- | - | ------------------------ | --- | --------- | ------- | -------- |
| 1   | Швейцарія | 4 | 3 | 0 | 1 | 14 | 5  | +9  | 9 | Вихід у фінал Ліги націй |     | —         | 5–2     | 6–0      |
| 2   | Бельгія   | 4 | 3 | 0 | 1 | 9  | 6  | +3  | 9 |                          |     | 2–1       | —       | 2–0      |
| 3   | Ісландія  | 4 | 0 | 0 | 4 | 1  | 13 | −12 | 0 |                          | 1–2 | 0–3       | —       |          |

1. 1 2  Різниця забитих м'ячів в матчах між собою: Швейцарія +2, Бельгія −2.

### Група 3
| Поз | Команда    | І | В | Н | П | ГЗ | ГП | РГ | О | Кваліфікація             |     | Португалія | Італія | Польща |
| --- | ---------- | - | - | - | - | -- | -- | -- | - | ------------------------ | --- | ---------- | ------ | ------ |
| 1   | Португалія | 4 | 2 | 2 | 0 | 5  | 3  | +2 | 8 | Вихід у фінал Ліги націй |     | —          | 1–0    | 1–1    |
| 2   | Італія     | 4 | 1 | 2 | 1 | 2  | 2  | 0  | 5 |                          |     | 0–0        | —      | 1–1    |
| 3   | Польща     | 4 | 0 | 2 | 2 | 4  | 6  | −2 | 2 |                          | 2–3 | 0–1        | —      |        |

### Група 4
| Поз | Команда  | І | В | Н | П | ГЗ | ГП | РГ | О | Кваліфікація             |     | Англія | Іспанія | Хорватія |
| --- | -------- | - | - | - | - | -- | -- | -- | - | ------------------------ | --- | ------ | ------- | -------- |
| 1   | Англія   | 4 | 2 | 1 | 1 | 6  | 5  | +1 | 7 | Вихід у фінал Ліги націй |     | —      | 1–2     | 2–1      |
| 2   | Іспанія  | 4 | 2 | 0 | 2 | 12 | 7  | +5 | 6 |                          |     | 2–3    | —       | 6–0      |
| 3   | Хорватія | 4 | 1 | 1 | 2 | 4  | 10 | −6 | 4 |                          | 0–0 | 3–2    | —       |          |

### Фінал чотирьох
|  | Півфінали                        | Півфінали  |                          |   | Фінал | Фінал |
|  |                                  |            |                          |   |       |       |
|  | 5 червня 2019 — «Драгау»         |            |                          |   |       |       |
|  |                                  |            |                          |   |       |       |
|  | Португалія                       | 3          |                          |   |       |       |
|  | Португалія                       | 3          | 9 червня 2019 — «Драгау» |   |       |       |
|  | Швейцарія                        | 1          |                          |   |       |       |
|  | Швейцарія                        | 1          | Португалія               | 1 |       |       |
|  | 6 червня 2019 — «Афонсу Енрікеш» |            | Португалія               | 1 |       |       |
|  |                                  | Нідерланди | 0                        |   |       |       |
|  | Нідерланди (дч)                  | Нідерланди | 0                        | 3 |       |       |
|  | Нідерланди (дч)                  |            |                          | 3 |       |       |
|  | Англія                           | 1          |                          |   |       |       |
|  | Англія                           | 1          | Матч за 3-тє місце       |   |       |       |
|  |                                  |            |                          |   |       |       |
|  | 9 червня 2019 — «Афонсу Енрікеш» |            |                          |   |       |       |
|  |                                  |            |                          |   |       |       |
|  | Швейцарія                        | 0 (5)      |                          |   |       |       |
|  | Швейцарія                        | 0 (5)      |                          |   |       |       |
|  | Англія (пен. )                   | 0 (6)      |                          |   |       |       |

#### Півфінали
| 5 червня 2019 21:45 (19:45 WEST) |

| Португалія            | 3 – 1    | Швейцарія           |
| --------------------- | -------- | ------------------- |
| Роналду 25', 88', 90' | Протокол | Родрігес 57' (пен.) |

| Драгау, Порту Глядачів: 42 415 Арбітр: Фелікс Брих (Німеччина) |

| 6 червня 2019 21:45 (19:45 WEST) |

| Нідерланди                             | 3 – 1 (дч) | Англія             |
| -------------------------------------- | ---------- | ------------------ |
| де Лігт 73' Вокер 97' (аг) Промес 114' | Протокол   | Рашфорд 32' (пен.) |

| Афонсу Енрікеш, Гімарайнш Глядачів: 25 711 Арбітр: Клеман Тюрпен (Франція) |

#### Матч за 3-тє місце
| 9 червня 2019 16:00 (14:00 WEST) |

| Швейцарія                                     | 0 – 0    | Англія                                               |
| --------------------------------------------- | -------- | ---------------------------------------------------- |
|                                               | Протокол |                                                      |
|                                               | Пенальті |                                                      |
| Цубер · Джака · Аканджі · Мбабу · Шер · Дрмич | 5–6      | Магвайр · Барклі · Санчо · Стерлінг · Пікфорд · Даєр |

| Афонсу Енрікеш, Гімарайнш Глядачів: 15 742 Арбітр: Овідіу Гацеган (Румунія) |

#### Фінал
| 9 червня 2019 21:45 (19:45 WEST) |

| Португалія | 1 – 0    | Нідерланди |
| ---------- | -------- | ---------- |
| Гуедеш 60' | Протокол |            |

| Драгау, Порту Глядачів: 43 199 Арбітр: Альберто Ундіано Мальєнко (Іспанія) |

## Ліга B

### Група 1
| Поз | Команда    | І | В | Н | П | ГЗ | ГП | РГ | О | Підвищення     |     | Україна | Чехія | Словаччина |
| --- | ---------- | - | - | - | - | -- | -- | -- | - | -------------- | --- | ------- | ----- | ---------- |
| 1   | Україна    | 4 | 3 | 0 | 1 | 5  | 5  | 0  | 9 | Вихід у Лігу A |     | —       | 1–0   | 1–0        |
| 2   | Чехія      | 4 | 2 | 0 | 2 | 4  | 4  | 0  | 6 |                |     | 1–2     | —     | 1–0        |
| 3   | Словаччина | 4 | 1 | 0 | 3 | 5  | 5  | 0  | 3 |                | 4–1 | 1–2     | —     |            |

### Група 2
| Поз | Команда   | І | В | Н | П | ГЗ | ГП | РГ | О | Підвищення     |     | Швеція | Росія | Туреччина |
| --- | --------- | - | - | - | - | -- | -- | -- | - | -------------- | --- | ------ | ----- | --------- |
| 1   | Швеція    | 4 | 2 | 1 | 1 | 5  | 3  | +2 | 7 | Вихід у Лігу A |     | —      | 2–0   | 2–3       |
| 2   | Росія     | 4 | 2 | 1 | 1 | 4  | 3  | +1 | 7 |                |     | 0–0    | —     | 2–0       |
| 3   | Туреччина | 4 | 1 | 0 | 3 | 4  | 7  | −3 | 3 |                | 0–1 | 1–2    | —     |           |

1. 1 2  Очки в матчах між собою: Швеція 4, Росія 1.

### Група 3
| Поз | Команда              | І | В | Н | П | ГЗ | ГП | РГ | О  | Підвищення     |     | Боснія і Герцеговина | Австрія | Північна Ірландія |
| --- | -------------------- | - | - | - | - | -- | -- | -- | -- | -------------- | --- | -------------------- | ------- | ----------------- |
| 1   | Боснія і Герцеговина | 4 | 3 | 1 | 0 | 5  | 1  | +4 | 10 | Вихід у Лігу A |     | —                    | 1–0     | 2–0               |
| 2   | Австрія              | 4 | 2 | 1 | 1 | 3  | 2  | +1 | 7  |                |     | 0–0                  | —       | 1–0               |
| 3   | Північна Ірландія    | 4 | 0 | 0 | 4 | 2  | 7  | −5 | 0  |                | 1–2 | 1–2                  | —       |                   |

### Група 4
| Поз | Команда  | І | В | Н | П | ГЗ | ГП | РГ | О | Підвищення     |     | Данія | Уельс | Ірландія |
| --- | -------- | - | - | - | - | -- | -- | -- | - | -------------- | --- | ----- | ----- | -------- |
| 1   | Данія    | 4 | 2 | 2 | 0 | 4  | 1  | +3 | 8 | Вихід у Лігу A |     | —     | 2–0   | 0–0      |
| 2   | Уельс    | 4 | 2 | 0 | 2 | 6  | 5  | +1 | 6 |                |     | 1–2   | —     | 4–1      |
| 3   | Ірландія | 4 | 0 | 2 | 2 | 1  | 5  | −4 | 2 |                | 0–0 | 0–1   | —     |          |

## Ліга C

### Група 1
| Поз | Команда   | І | В | Н | П | ГЗ | ГП | РГ | О | Підвищення     |  | Шотландія | Ізраїль | Албанія |
| --- | --------- | - | - | - | - | -- | -- | -- | - | -------------- |  | --------- | ------- | ------- |
| 1   | Шотландія | 4 | 3 | 0 | 1 | 10 | 4  | +6 | 9 | Вихід у Лігу B |  | —         | 3–2     | 2–0     |
| 2   | Ізраїль   | 4 | 2 | 0 | 2 | 6  | 5  | +1 | 6 | Вихід у Лігу B |  | 2–1       | —       | 2–0     |
| 3   | Албанія   | 4 | 1 | 0 | 3 | 1  | 8  | −7 | 3 |                |  | 0–4       | 1–0     | —       |

### Група 2
| Поз | Команда   | І | В | Н | П | ГЗ | ГП | РГ | О  | Підвищення     |     | Фінляндія | Угорщина | Греція | Естонія |
| --- | --------- | - | - | - | - | -- | -- | -- | -- | -------------- | --- | --------- | -------- | ------ | ------- |
| 1   | Фінляндія | 6 | 4 | 0 | 2 | 5  | 3  | +2 | 12 | Вихід у Лігу B |     | —         | 1–0      | 2–0    | 1–0     |
| 2   | Угорщина  | 6 | 3 | 1 | 2 | 9  | 6  | +3 | 10 | Вихід у Лігу B |     | 2–0       | —        | 2–1    | 2–0     |
| 3   | Греція    | 6 | 3 | 0 | 3 | 4  | 5  | −1 | 9  |                |     | 1–0       | 1–0      | —      | 0–1     |
| 4   | Естонія   | 6 | 1 | 1 | 4 | 4  | 8  | −4 | 4  |                | 0–1 | 3–3       | 0–1      | —      |         |

### Група 3
| Поз | Команда  | І | В | Н | П | ГЗ | ГП | РГ | О  | Підвищення     |     | Норвегія | Болгарія | Кіпр | Словенія |
| --- | -------- | - | - | - | - | -- | -- | -- | -- | -------------- | --- | -------- | -------- | ---- | -------- |
| 1   | Норвегія | 6 | 4 | 1 | 1 | 7  | 2  | +5 | 13 | Вихід у Лігу B |     | —        | 1–0      | 2–0  | 1–0      |
| 2   | Болгарія | 6 | 3 | 2 | 1 | 7  | 5  | +2 | 11 | Вихід у Лігу B |     | 1–0      | —        | 2–1  | 1–1      |
| 3   | Кіпр     | 6 | 1 | 2 | 3 | 5  | 9  | −4 | 5  |                |     | 0–2      | 1–1      | —    | 2–1      |
| 4   | Словенія | 6 | 0 | 3 | 3 | 5  | 8  | −3 | 3  |                | 1–1 | 1–2      | 1–1      | —    |          |

### Група 4
| Поз | Команда    | І | В | Н | П | ГЗ | ГП | РГ  | О  | Підвищення     |     | Сербія | Румунія | Чорногорія | Литва |
| --- | ---------- | - | - | - | - | -- | -- | --- | -- | -------------- | --- | ------ | ------- | ---------- | ----- |
| 1   | Сербія     | 6 | 4 | 2 | 0 | 11 | 4  | +7  | 14 | Вихід у Лігу B |     | —      | 2–2     | 2–1        | 4–1   |
| 2   | Румунія    | 6 | 3 | 3 | 0 | 8  | 3  | +5  | 12 | Вихід у Лігу B |     | 0–0    | —       | 0–0        | 3–0   |
| 3   | Чорногорія | 6 | 2 | 1 | 3 | 7  | 6  | +1  | 7  |                |     | 0–2    | 0–1     | —          | 2–0   |
| 4   | Литва      | 6 | 0 | 0 | 6 | 3  | 16 | −13 | 0  |                | 0–1 | 1–2    | 1–4     | —          |       |

## Ліга D

### Група 1
| Поз | Команда   | І | В | Н | П | ГЗ | ГП | РГ  | О  | Підвищення     |     | Грузія | Казахстан | Латвія | Андорра |
| --- | --------- | - | - | - | - | -- | -- | --- | -- | -------------- | --- | ------ | --------- | ------ | ------- |
| 1   | Грузія    | 6 | 5 | 1 | 0 | 12 | 2  | +10 | 16 | Вихід у Лігу C |     | —      | 2–1       | 1–0    | 3–0     |
| 2   | Казахстан | 6 | 1 | 3 | 2 | 8  | 7  | +1  | 6  | Вихід у Лігу C |     | 0–2    | —         | 1–1    | 4–0     |
| 3   | Латвія    | 6 | 0 | 4 | 2 | 2  | 6  | −4  | 4  |                |     | 0–3    | 1–1       | —      | 0–0     |
| 4   | Андорра   | 6 | 0 | 4 | 2 | 2  | 9  | −7  | 4  |                | 1–1 | 1–1    | 0–0       | —      |         |

### Група 2
| Поз | Команда    | І | В | Н | П | ГЗ | ГП | РГ  | О  | Підвищення     |  | Білорусь | Люксембург | Молдова | Сан-Марино |
| --- | ---------- | - | - | - | - | -- | -- | --- | -- | -------------- |  | -------- | ---------- | ------- | ---------- |
| 1   | Білорусь   | 6 | 4 | 2 | 0 | 10 | 0  | +10 | 14 | Вихід у Лігу C |  | —        | 1–0        | 0–0     | 5–0        |
| 2   | Люксембург | 6 | 3 | 1 | 2 | 11 | 4  | +7  | 10 | Вихід у Лігу C |  | 0–2      | —          | 4–0     | 3–0        |
| 3   | Молдова    | 6 | 2 | 3 | 1 | 4  | 5  | −1  | 9  | Вихід у Лігу C |  | 0–0      | 1–1        | —       | 2–0        |
| 4   | Сан-Марино | 6 | 0 | 0 | 6 | 0  | 16 | −16 | 0  |                |  | 0–2      | 0–3        | 0–1     | —          |

### Група 3
| Поз | Команда           | І | В | Н | П | ГЗ | ГП | РГ  | О  | Підвищення     |     | Косово | Азербайджан | Фарерські острови | Мальта |
| --- | ----------------- | - | - | - | - | -- | -- | --- | -- | -------------- | --- | ------ | ----------- | ----------------- | ------ |
| 1   | Косово            | 6 | 4 | 2 | 0 | 15 | 2  | +13 | 14 | Вихід у Лігу C |     | —      | 4–0         | 2–0               | 3–1    |
| 2   | Азербайджан       | 6 | 2 | 3 | 1 | 7  | 6  | +1  | 9  | Вихід у Лігу C |     | 0–0    | —           | 2–0               | 1–1    |
| 3   | Фарерські острови | 6 | 1 | 2 | 3 | 5  | 10 | −5  | 5  |                |     | 1–1    | 0–3         | —                 | 3–1    |
| 4   | Мальта            | 6 | 0 | 3 | 3 | 5  | 14 | −9  | 3  |                | 0–5 | 1–1    | 1–1         | —                 |        |

### Група 4
| Поз | Команда            | І | В | Н | П | ГЗ | ГП | РГ  | О  | Підвищення     |     | Північна Македонія | Вірменія | Гібралтар | Ліхтенштейн |
| --- | ------------------ | - | - | - | - | -- | -- | --- | -- | -------------- | --- | ------------------ | -------- | --------- | ----------- |
| 1   | Північна Македонія | 6 | 5 | 0 | 1 | 14 | 5  | +9  | 15 | Вихід у Лігу C |     | —                  | 2–0      | 4–0       | 4–1         |
| 2   | Вірменія           | 6 | 3 | 1 | 2 | 14 | 8  | +6  | 10 | Вихід у Лігу C |     | 4–0                | —        | 0–1       | 2–1         |
| 3   | Гібралтар          | 6 | 2 | 0 | 4 | 5  | 15 | −10 | 6  |                |     | 0–2                | 2–6      | —         | 2–1         |
| 4   | Ліхтенштейн        | 6 | 1 | 1 | 4 | 7  | 12 | −5  | 4  |                | 0–2 | 2–2                | 2–0      | —         |             |

### Рейтинг третіх команд
| Поз | Груп | Команда           | І | В | Н | П | ГЗ | ГП | РГ  | О | Підвищення     |
| --- | ---- | ----------------- | - | - | - | - | -- | -- | --- | - | -------------- |
| 1   | D2   | Молдова           | 6 | 2 | 3 | 1 | 4  | 5  | −1  | 9 | Вихід у Лігу C |
| 2   | D4   | Гібралтар         | 6 | 2 | 0 | 4 | 5  | 15 | −10 | 6 |                |
| 3   | D3   | Фарерські острови | 6 | 1 | 2 | 3 | 5  | 10 | −5  | 5 |                |
| 4   | D1   | Латвія            | 6 | 0 | 4 | 2 | 2  | 6  | −4  | 4 |                |

## Найкращі бомбардири
| Місце | Гравець           | Голи |
| ----- | ----------------- | ---- |
| 1     | Гаріс Сеферович   | 5    |
| 2     | Ромелу Лукаку     | 4    |
| 3     | Маркус Рашфорд    | 3    |
| 3     | Кріштіану Роналду | 3    |
| 3     | Андре Сілва       | 3    |
| 3     | Серхіо Рамос      | 3    |

| Місце | Гравець          | Голи |
| ----- | ---------------- | ---- |
| 1     | Едін Джеко       | 3    |
| 1     | Патрик Шик       | 3    |
| 3     | Крістіан Еріксен | 2    |
| 3     | Денис Черишев    | 2    |
| 3     | Емре Акбаба      | 2    |
| 3     | Євген Коноплянка | 2    |
| 3     | Гарет Бейл       | 2    |

| Місце | Гравець             | Голи |
| ----- | ------------------- | ---- |
| 1     | Александар Митрович | 6    |
| 2     | Джеймс Форрест      | 5    |
| 3     | Адам Салаї          | 4    |
| 4     | Теему Пуккі         | 3    |
| 4     | Стефан Мугоша       | 3    |

| Місце | Гравець           | Голи |
| ----- | ----------------- | ---- |
| 1     | Юра Мовсісян      | 5    |
| 1     | Станіслав Драгун  | 5    |
| 3     | Гіоргі Чакветадзе | 4    |
| 3     | Арбер Зенелі      | 4    |

## Загальний рейтинг
Загальний рейтинг був використаний при жеребкуванні основної кваліфікації до Євро-2020.
| М  | Команда    | І | О |
| -- | ---------- | - | - |
| 1  | Португалія | 4 | 8 |
| 2  | Нідерланди | 4 | 7 |
| 3  | Англія     | 4 | 7 |
| 4  | Швейцарія  | 4 | 9 |
|    |            |   |   |
| 5  | Бельгія    | 4 | 9 |
| 6  | Франція    | 4 | 7 |
| 7  | Іспанія    | 4 | 6 |
| 8  | Італія     | 4 | 5 |
|    |            |   |   |
| 9  | Хорватія   | 4 | 4 |
| 10 | Польща     | 4 | 2 |
| 11 | Німеччина  | 4 | 2 |
| 12 | Ісландія   | 4 | 0 |

| М  | Команда              | І | О  |
| -- | -------------------- | - | -- |
| 13 | Боснія і Герцеговина | 4 | 10 |
| 14 | Україна              | 4 | 9  |
| 15 | Данія                | 4 | 8  |
| 16 | Швеція               | 4 | 7  |
|    |                      |   |    |
| 17 | Росія                | 4 | 7  |
| 18 | Австрія              | 4 | 7  |
| 19 | Уельс                | 4 | 6  |
| 20 | Чехія                | 4 | 6  |
|    |                      |   |    |
| 21 | Словаччина           | 4 | 3  |
| 22 | Туреччина            | 4 | 3  |
| 23 | Ірландія             | 4 | 2  |
| 24 | Північна Ірландія    | 4 | 0  |

| М  | Команда    | І | О |
| -- | ---------- | - | - |
| 25 | Шотландія  | 4 | 9 |
| 26 | Норвегія   | 4 | 9 |
| 27 | Сербія     | 4 | 8 |
| 28 | Фінляндія  | 4 | 6 |
|    |            |   |   |
| 29 | Болгарія   | 4 | 7 |
| 30 | Ізраїль    | 4 | 6 |
| 31 | Угорщина   | 4 | 6 |
| 32 | Румунія    | 4 | 6 |
|    |            |   |   |
| 33 | Греція     | 4 | 6 |
| 34 | Албанія    | 4 | 3 |
| 35 | Чорногорія | 4 | 1 |
| 36 | Кіпр       | 4 | 1 |
|    |            |   |   |
| 37 | Естонія    | 6 | 4 |
| 38 | Словенія   | 6 | 3 |
| 39 | Литва      | 6 | 0 |

| М  | Команда            | І | О  |
| -- | ------------------ | - | -- |
| 40 | Грузія             | 6 | 16 |
| 41 | Північна Македонія | 6 | 15 |
| 42 | Косово             | 6 | 14 |
| 43 | Білорусь           | 6 | 14 |
|    |                    |   |    |
| 44 | Люксембург         | 6 | 10 |
| 45 | Вірменія           | 6 | 10 |
| 46 | Азербайджан        | 6 | 9  |
| 47 | Казахстан          | 6 | 6  |
|    |                    |   |    |
| 48 | Молдова            | 6 | 9  |
| 49 | Гібралтар          | 6 | 6  |
| 50 | Фарерські острови  | 6 | 5  |
| 51 | Латвія             | 6 | 4  |
|    |                    |   |    |
| 52 | Ліхтенштейн        | 6 | 4  |
| 53 | Андорра            | 6 | 4  |
| 54 | Мальта             | 6 | 3  |
| 55 | Сан-Марино         | 6 | 0  |

## Плей-оф кваліфікації на Євро-2020
Команди, що не змогли здобути путівки на груповому етапі, можуть кваліфікуватися на турнір через плей-оф. Кожна ліга в Лізі націй УЄФА має одну з чотирьох вакантних путівок на фінальний турнір. Чотири команди з кожної ліги, які не кваліфікувалися на фінальний турнір, будуть змагатися в плей-оф їхньої ліги, що відбудеться в березні 2020 року. Путівки до плей-оф спочатку будуть надані переможцям кожної групи Ліги націй. Якщо якийсь переможець групи вже пройшов кваліфікацію на фінальний турнір в класичному відбірному груповому етапі, то він буде замінений наступними кращими командами в тій же лізі і т.д. 
Процес вибору команд визначив 16 команд, що братимуть участь у плей-оф, відповідно до критеріїв вибору команд. Жирним виділено команди, що вийшли в плей-оф.
| М    | Команда       |
| ---- | ------------- |
| 1 GW | Португалія    |
| 2 GW | Нідерланди[H] |
| 3 GW | Англія[H]     |
| 4 GW | Швейцарія     |
| 5    | Бельгія       |
| 6    | Франція       |
| 7    | Іспанія[H]    |
| 8    | Італія[H]     |
| 9    | Хорватія      |
| 10   | Польща        |
| 11   | Німеччина[H]  |
| 12   | Ісландія      |

| М     | Команда              |
| ----- | -------------------- |
| 13 GW | Боснія і Герцеговина |
| 14 GW | Україна              |
| 15 GW | Данія[H]             |
| 16 GW | Швеція               |
| 17    | Росія[H]             |
| 18    | Австрія              |
| 19    | Уельс                |
| 20    | Чехія                |
| 21    | Словаччина           |
| 22    | Туреччина            |
| 23    | Ірландія[H]          |
| 24    | Північна Ірландія    |

| М     | Команда      |
| ----- | ------------ |
| 25 GW | Шотландія[H] |
| 26 GW | Норвегія     |
| 27 GW | Сербія       |
| 28 GW | Фінляндія    |
| 29    | Болгарія     |
| 30    | Ізраїль      |
| 31    | Угорщина[H]  |
| 32    | Румунія[H]   |
| 33    | Греція       |
| 34    | Албанія      |
| 35    | Чорногорія   |
| 36    | Кіпр         |
| 37    | Естонія      |
| 38    | Словенія     |
| 39    | Литва        |

| М     | Команда            |
| ----- | ------------------ |
| 40 GW | Грузія             |
| 41 GW | Північна Македонія |
| 42 GW | Косово             |
| 43 GW | Білорусь           |
| 44    | Люксембург         |
| 45    | Вірменія           |
| 46    | Азербайджан[H]     |
| 47    | Казахстан          |
| 48    | Молдова            |
| 49    | Гібралтар          |
| 50    | Фарерські острови  |
| 51    | Латвія             |
| 52    | Ліхтенштейн        |
| 53    | Андорра            |
| 54    | Мальта             |
| 55    | Сан-Марино         |

Ключ
1. GW Переможець групи Ліги націй
2. H Країна-господар Євро-2020
3. Команда вийшла до плей-оф
4. Команда кваліфікувалася напряму

## Позначки
1. ↑  Якщо дві або більше команди рівні в очках, застосовуються критерії від 1 до 4. Після застосування цих критеріїв вони можуть визначити позицію деяких із залучених команд, але не всіх. Наприклад, якщо існує тристоронній зв'язок між командами, застосування перших чотирьох критеріїв може лише зламати зв'язок однієї з команд, залишивши при цьому ще дві команди. У цьому випадку процедура відстеження відновлюється від початку до тих команд, які все ще пов'язані.
2. 1 2  Якщо дві або більше асоціації мають однаковий річний коефіціент, то цей критерій застосовується до останнього півріччя:[3]
  1. Коефіціент;
  2. Краща різниця забитих м'ячів;
  3. Більша кількість забитих голів;
  4. Більша кількість голів, забитих на виїзді;
  5. Показник фейр-плей (1 бал за жовту картку, 3 бали за червону картку як наслідок двох жовтих, 3 бали за пряму червону картку, 4 бали за жовту картку, за якою послідувала пряма червона картка);
  6. Жеребкування.